# Lucy Hope
Lucy Hope (Melrose, 30 de enero de 1997) es una deportista británica que compite en natación, especialista en el estilo libre.
Ganó una medalla de plata en el Campeonato Mundial de Natación de 2024, cuatro medallas en el Campeonato Europeo de Natación, en los años 2021 y 2022, y una medalla de bronce en el Campeonato Europeo de Natación en Piscina Corta de 2023.
Participó en los Juegos Olímpicos de Tokio 2020, ocupando el quinto lugar en la prueba de 4 × 100 m libre.

## Palmarés internacional
| Campeonato Mundial                  | Campeonato Mundial | Campeonato Mundial | Campeonato Mundial |
| Año                                 | Lugar              | Medalla            | Prueba             |
| ----------------------------------- | ------------------ | ------------------ | ------------------ |
| 2024                                | Doha (Catar)       | Medalla de plata   | 4 × 200 m libre    |
| Campeonato Europeo                  |                    |                    |                    |
| Año                                 | Lugar              | Medalla            | Prueba             |
| 2021                                | Budapest (Hungría) | Medalla de oro     | 4 × 100 m libre    |
| 2021                                | Budapest (Hungría) | Medalla de oro     | 4 × 200 m libre    |
| 2022                                | Roma (Italia)      | Medalla de oro     | 4 × 100 m libre    |
| 2022                                | Roma (Italia)      | Medalla de plata   | 4 × 200 m libre    |
| Campeonato Europeo en Piscina Corta |                    |                    |                    |
| Año                                 | Lugar              | Medalla            | Prueba             |
| 2023                                | Otopeni (Rumania)  | Medalla de bronce  | 4 × 50 m libre     |